# Айрк
Айрк (арм. Այրք; до 1995 — Дашкенд) — село в Армении в марзе Гегаркуник, район Варденис.

## География
Село расположено в 176 км к востоку от Еревана, в 83 км к юго-востоку от областного центра — города Гавара, в 8 км к юго-востоку от Вардениса, в 11,5 км от юго-восточного берега озера Севан, 3 км севернее от Шатджрека и 9 км к севернее от Сотка.

## История
Прежнее название села: до 1995 года — Дашкенд.
В начале XIX века после присоединения Кавказа к Российской империи царская власть начала заселять регион смешанном этносом. При этом азербайджанцы наравне с армянами и курдами в основном были переселены в юго-восток Эриванской губернии, а именно вокруг городка Басаркечар (Варденис) в двух десятках селениях, в том числе в селе Дашкенд. А в 1,5 км  южнее этого  селения было основано курдское село Кефли, которое в 20-е годы XX века властями было ликвидировано, а население разбросано по трём соседним деревням — Кошабулаг, Каябаши и Гойсу в которых по данным Т. Аристовой преобладало курдское население.
В начале XX века жители селения в ходе армяно-турецко–азербайджанского конфликта были вынуждены его покинуть. Однако в 20-е годы XX века после урегулирования конфликта советской властью азербайджанцы снова обживают эти места, тем самым образуя внушительное селение.
В 1953 году часть населения Дашкенда по предложения руководства Азербайджанской ССР переехало в  Бардинский район и там основало селение под аналогичным названием Ени Дашкенд. Но больше половины населения родные места покинуть отказалось и проживало там до конца 80-х годов XX века.
Карабахский военный конфликт, начавшийся в 1988 году, привёл к этническим противостояниям в регионе. Азербайджанское население вынуждено было оставить населённые пункты вокруг города Вардениса.

## Население
По данным «Сборника сведений о Кавказе» за 1880 год в селе Таш-кенд Новобаязетского уезда по сведениям 1873 года было 70 дворов и проживало 560 азербайджанцев (указаны как «татары»), которые были шиитами.
По данным Кавказского календаря на 1912 год, в селе Ташкенд Новобаязетского уезда проживало 843 человека, в основном азербайджанцев, указанных как «татары».
До 1988 года, то есть до начала конфликта в Карабахе, основными жителями селения были азербайджанцы, затем в национальном составе села стали преобладать армяне. За последние 20 лет численность населения значительно сократилась. Среди жителей преобладают люди пенсионного возраста.
Численность населения — 2100 человек на 1 декабря 1988, 520 человек на 1 января 2010, 317 человек на 1 января 2012.
| Год  | Численность | Численность |
| ---- | ----------- | ----------- |
| 1831 | 357         | [ 9 ]       |
| 1873 | 560         | [ 9 ]       |
| 1886 | 816         |             |
| 1897 | 1004        |             |
| 1908 | 816         |             |
| 1914 | 1389        |             |
| 1916 | 1054        |             |
| 1926 | 1003        | [ 10 ]      |
| 1939 | 1474        | [ 10 ]      |
| 1959 | 930         | [ 10 ]      |
| 1970 | 1322        | [ 10 ]      |
| 1979 | 1632        | [ 10 ]      |
| 1987 | 2100        |             |
| 2001 | 441         | [ 10 ]      |
| 2011 | 317         | [ 11 ]      |

## Известные уроженцы
- Джанбахишов, Галандар Сурхай оглы (род. 17 августа 1957) — доктор медицинских наук, профессор, Заслуженный врач Азербайджанской Республики.
- Рустам Дастаноглы (род. 16 ноября 1960) — азербайджанский писатель и публицист.

## Экономика
В советское время в селе было развито сельское хозяйство, в основном животноводство и выращивание табака. 

## Достопримечательности
В селение существовал храм азербайджанского святого (Сеит Байрам очагы), а также через селение протекает река, которая своё начало берёт из окрестных гор. Есть пещера, которая связывает Дашкенд с другим селением Каябаши (Гегамабак).